# Ephippiorhynchus
Az Ephippiorhynchus a madarak (Aves) osztályának a gólyaalakúak (Ciconiiformes) rendjébe, ezen belül a gólyafélék (Ciconiidae) családjába tartozó nem.

## Rendszerezés
A nembe az alábbi 2 élő faj és 1 fosszilis faj tartozik:
- feketenyakú gólya (Ephippiorhynchus asiaticus) (Latham, 1790)
- nyerges gólya (Ephippiorhynchus senegalensis) (Shaw, 1800)
- †Ephippiorhynchus pakistanensis - késő miocén; Pakisztán

## Források

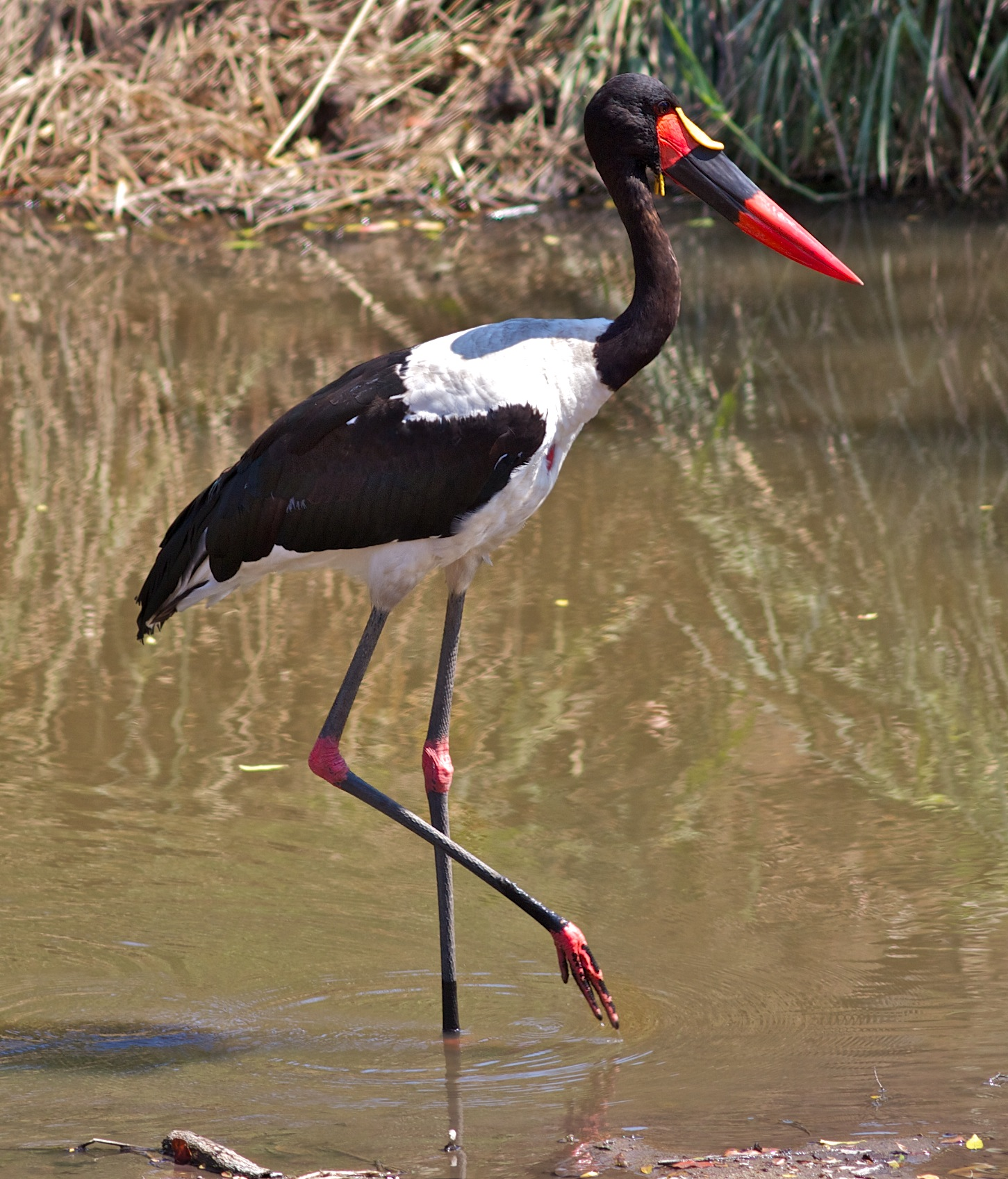
Nyerges gólya (Ephippiorhynchus senegalensis)

### Fordítás
- Ez a szócikk részben vagy egészben  az   Ephippiorhynchus című angol Wikipédia-szócikk ezen változatának fordításán alapul.  Az eredeti cikk szerkesztőit annak laptörténete sorolja fel. Ez a jelzés csupán a megfogalmazás eredetét és a szerzői jogokat jelzi, nem szolgál a cikkben szereplő információk forrásmegjelöléseként.